# 李于堅
李于堅，字不磷，號介止，福建清流縣人，明朝政治人物。同進士出身。

## 生平
天啓四年（1624年）甲子科舉人，崇禎四年（1631年），登辛未科進士，工部观政，授潮州府推官，七年调任汾州司理，十一年升南京礼部主客司主事，管郎中事。十二年升吏部文选司郎中，十三年升湖广水利道佥事。后擔任浙江按察使司提学副使，加布政使司参政。

## 著作
著有《呉楚遊集》、《西河集》、《水花長句》。

## 家族
其父李灼官居浙江按察司副使。